# Maison de vente en gros de Kotka
La Maison de vente en gros de Kotka (en finnois : Tukkukaupantalo) est un bâtiment situé dans le quartier de Kotkansaari à Kotka en Finlande.

## Description
Le bâtiment est conçu par Vilho Penttilä dans un style art nouveau est sa construction se termine en 1912. 
De nos jours, il abrite, entre-autres, l’hôtel Merikotka et la galerie d'art Uusikuva.